# Хантер, Эйрлис
Эйрлис Элизабет Хантер (род. 1952, Лондон) — писатель и преподаватель творческого письма из Новой Зеландии. Она родилась в Лондоне, Англия.

## Биография
Эйрлис Хантер родилась 10 мая 1952 года в Лондоне, Англия. У неё валлийское происхождение (Эйрлис — валлийское имя) и она выросла в Соединённом Королевстве.
Хантер переехала в Веллингтон, Новая Зеландия, в 1983 году и начала серьёзно писать, когда последний из её детей пошёл в детский сад. В 1991 году она прошла курс оригинальной композиции с Биллом Мэнхайром в Университете Виктории в Веллингтоне, а в 1998 году получила степень магистра искусств в области творческого письма. Она написала один роман для взрослых и восемь романов для детей. Её детский роман 2018 года «Гонка картографов» Кейт Де Голди описала как уравновешенный, стильный и вызывающий полный восторг.
Рассказы Хантер транслировались по Радио Новой Зеландии и публиковались в таких журналах, как Sport и Landfall,, а также в антологиях, таких как Best New Zealand Fiction 2 (под редакцией Фионы Кидман) и Best New Zealand Fiction 4 (под редакцией Фионы Фаррелл). Она писала рассказы и пьесы для New Zealand School Journal и других образовательных изданий, а также посещала школы в рамках программы Новозеландского книжного совета «Писатели в школах». Она участвовала в турне «Слова на колёсах» Книжного совета в 2001 и 2002 годах, а в 2003 году была постоянным писателем в школе американского посольства в Нью-Дели, Индия.
Хантер была учителем творческого письма, судьёй, оценщиком, наставником, администратором веб-сайта и членом правления литературных организаций. Она была одним из основателей (и председателем) комитета Wellington Writers Walk в 2001 году. Она входила в состав жюри премии New Zealand Post Children’s Book Awards в 2013 году, а также была судьей премии Джека Ласенби (младшего), судьей по рассказам литературной премии Рональда Хью Моррисона в 2013 году., и молодёжный судья молодёжного конкурса NFFD (National Flash Fiction Day) в 2019 году. В 2016 году она и Луиза О’Брайен основали веб-сайт Hooked on NZ Books He Ao Ano для молодых людей.
Хантер проводила семинары по письму для детей и взрослых,, а с 2006 по 2019 год она преподавала письмо CREW255 для детей в Международном институте современной литературы в Университете Виктории в Веллингтоне. Она была в совете NZ Review of Books Pukapuka Aotearoa.
У Хантер четверо детей, и они живут в Веллингтоне.

## Награды и призы
«Грабитель и миллионер» вошёл в шорт-лист премии Aim Children’s Book Awards 1997 года, а «Гонка картографов» вошла в шорт-лист секции художественной литературы для детей на Новозеландской книжной премии для детей и молодежи 2019 года.
«Гонка картографов» в Новой Зеландии была в Почётном списке IBBY 2020 — двухгодичной подборке выдающихся, недавно опубликованных книг, посвящённой писателям, иллюстраторам и переводчикам из стран-членов IBBY.
Хантер получила награду Storylines Notable Book Awards за «Замок Холодной крепости» (2002 г.) и «Гонка картографов» (2019 г.).

## Публикации
Художественная литература для взрослых
- Между чёрным и белым (Random House, 2000)

Детская фантастика
- Грабитель и миллионер, иллюстрированный Нобби Кларком (Scholastic, 1996)
- Удивительная мадам Майолика, иллюстрированная Кельвином Хоули (Scholastic, 1996)
- Землетрясение (Scholastic, 1999)
- Трилогия «Поиски Финна»:
  - Искатели королевы (Scholastic, 2000)
  - Замок Колдкип (Scholastic, 2001)
  - Похитители рабов (Scholastic, 2004)
- Гонка картографов (Gecko Press, 2018)[22]
- Восстание — Картографы в Круксии (Gecko Press, 2021)[23]